# Jean-Pierre Alibert
Pour les articles homonymes, voir Alibert.
Jean-Pierre Alibert, né à Montauban le 23 mars 1820 et mort à Paris le 18 février 1905, est un marchand et aventurier français, exploitant d'une mine de graphite en Sibérie, qu'il avait découverte en 1847. Il rentre en France en 1862 ; souffrant de rhumatismes, il découvre la station thermale de Châteauneuf-les-Bains, dans le Puy-de-Dôme ; il s'attache à cette station, s'y fait construire une maison et participe à son développement.

## Biographie

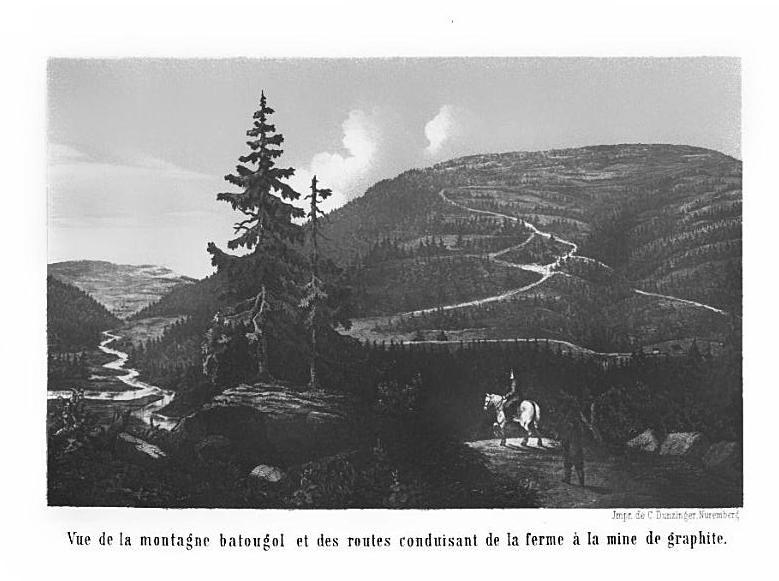
Le mont Batougol et l'accès à la mine, gravure tirée de l'ouvrage de 1865

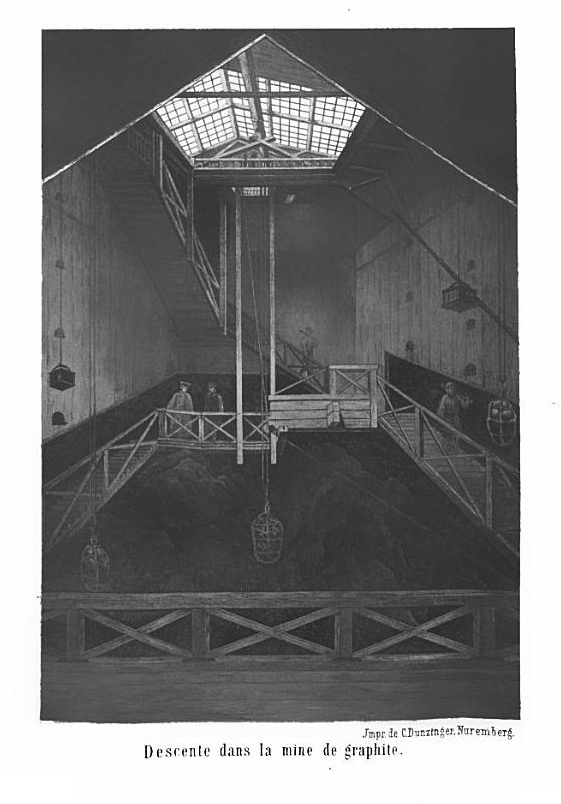
Intérieur de la mine de Batougol, gravure tirée de l'ouvrage de 1865

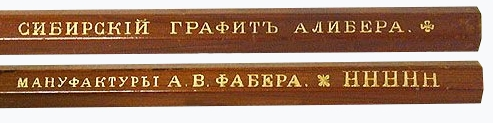
Crayon Alibert, Russie

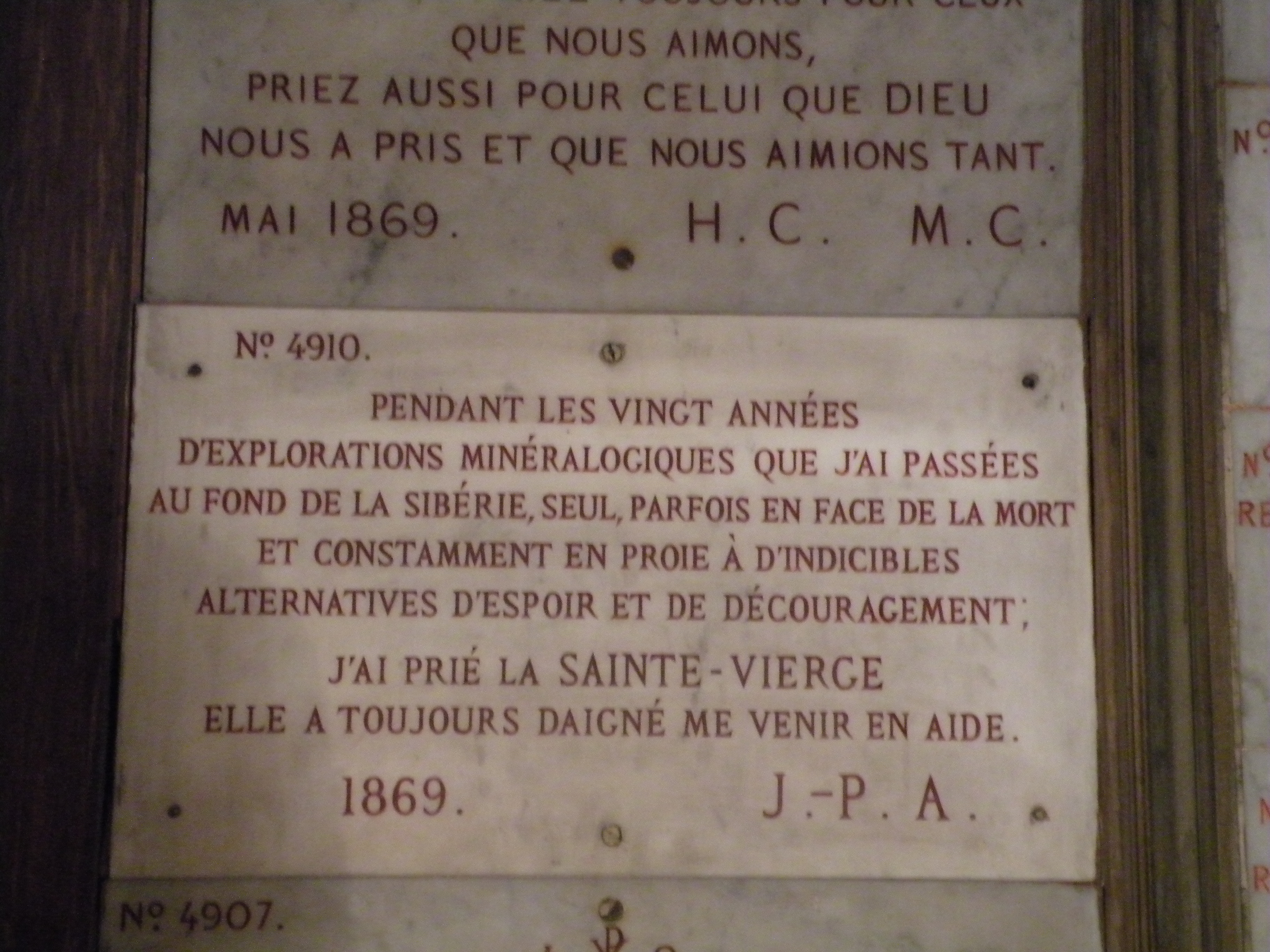
Ex voto de Jean-Pierre Alibert en la Basilique Notre-Dame-des-Victoires de Paris

Né dans une famille de drapiers dont il est le huitième enfant, il part à 14 ans travailler dans une pelleterie à Londres. Celle-ci l'envoie en Russie en 1837 – il a dix-sept ans – pour chasser le renard et l'hermine. Cinq ans plus tard, il se met à son compte et son entreprise de commerce de peaux prospère rapidement.
Amené à voyager fréquemment en Sibérie, il en profite pour prospecter des minéraux et chercher de l'or dans les rivières ; c'est dans ces conditions qu'il découvre en 1847 un gisement de graphite d'une pureté exceptionnelle (plombagine) sur le mont Batougol, dans le massif des Saïans, à l'ouest d'Irkoutsk. Malgré le caractère très inhospitalier de la région, il réussit à aménager une mine et à en faire une exploitation très rentable pendant une quinzaine d'années. En effet, vers la même époque, la mine de Borrowdale, dans le Cumberland, au nord de l'Angleterre, venait à épuisement ; c'était la seule au monde à fournir un graphite suffisamment pur pour fournir des mines de crayon à papier de bonne qualité. Alibert trouva donc rapidement un débouché pour son produit ; en 1856, il signa un contrat d'exclusivité avec la maison allemande Faber, installée près de Nuremberg.
En 1859, il découvre un important gisement de néphrite, variété de jade, dans la vallée de l'Onot ; il l'exporte vers la Chine.
En 1862, souffrant de rhumatismes, il doit rentrer en France et s'installe à Châteauneuf-les-Bains.

## Collections
De ses voyages, Jean-Pierre Alibert a ramené de nombreux objets et échantillons minéralogiques. Ils sont aujourd'hui dispersés dans de nombreux musées en France et à l'étranger, dont le Muséum national d'histoire naturelle et le Muséum d'histoire naturelle Henri-Lecoq de Clermont-Ferrand.

## Hommages
Jean-Pierre Alibert a été nommé chevalier de la Légion d'honneur par décret impérial du 20 février 1864.
La vie d'Alibert a inspiré le romancier Gérard Georges, dans Le piocheur des terres gelées, qui le met en scène dans sa vieillesse, à Châteauneuf-les-Bains, sous le nom d'Ismen Fulbert. C'est d'ailleurs sous ce nom donné à une impasse (Impasse Ismen-Fulbert) qu'il est honoré dans sa ville natale de Montauban et non sous celui d'Alibert, afin que cette voie ne soit pas confondue avec la rue du Docteur-Alibert (1843-1927), qui perpétue le souvenir d'un de ses petits-neveux.
À Châteauneuf-les-Bains existe un « Pic Alibert », car il vint faire soigner ses rhumatismes dans cette station thermale, fit des travaux d’aménagement du roc et offrit en remerciement la statue Notre-Dame de l'Espérance qui le couronne (1892).